# Sōseki (cràter)
Sōseki és un cràter d'impacte en el planeta Mercuri de 92 km de diàmetre. Porta el nom del novel·lista japonès Natsume Sōseki (1867-1916), i el seu nom va ser aprovat per la Unió Astronòmica Internacional el 1985.